# Guy de Chateaubrun
Guy de Chateaubrun, né le 27 novembre 1909 à Paris et mort le 10 août 1938 à Giremoutiers (Seine-et-Marne), près de Coulommiers, était un aviateur français, pionnier de l’aviation.

## Biographie

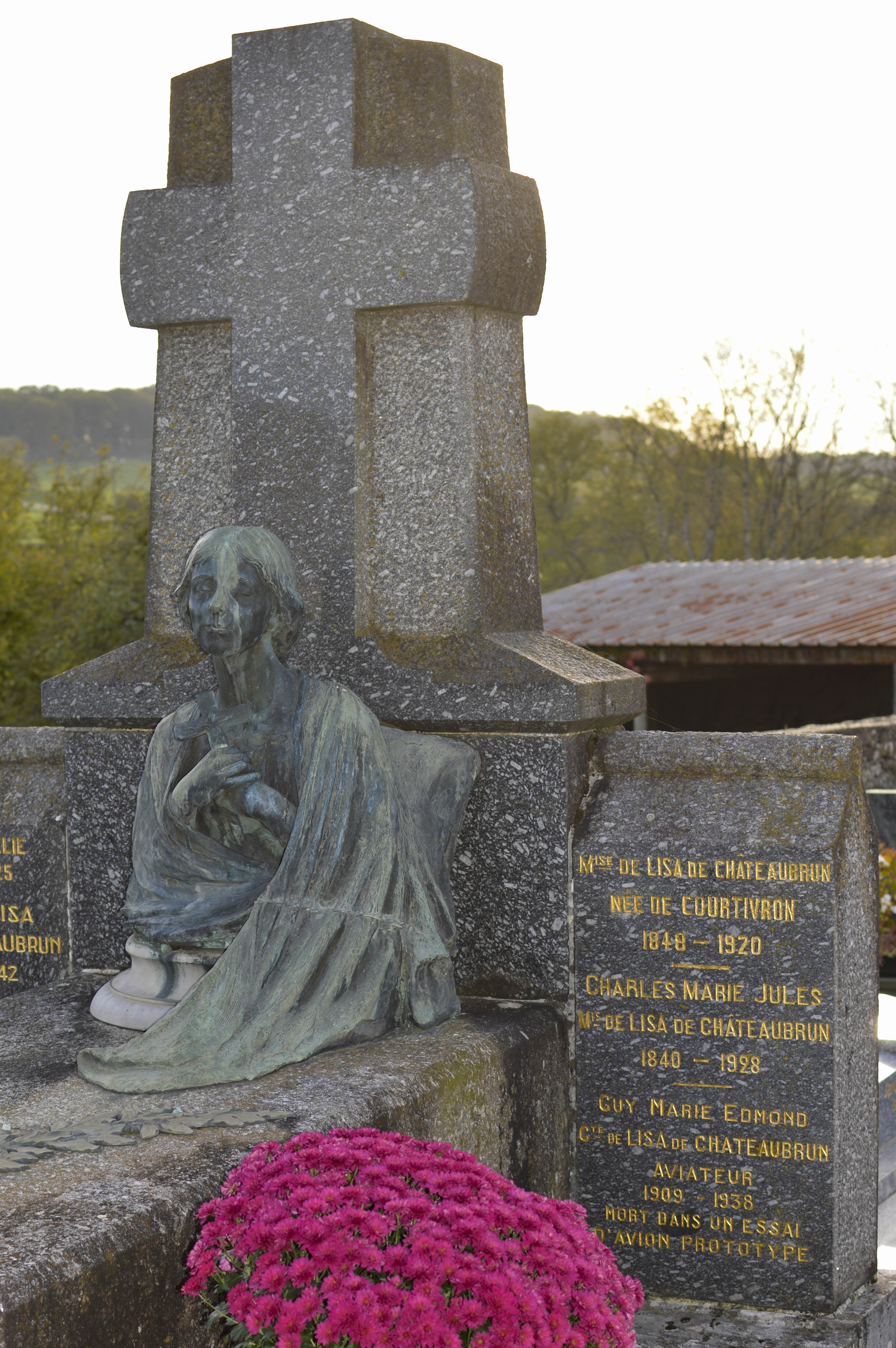
La tombe de Guy de Chateaubrun dans le cimetière de Noironte.

## Distinctions
- Citation à l'ordre de la Nation[2].
- Chevalier de la Légion d'Honneur à titre posthume[2].